# Frizzled
Frizzled es una familia de proteínas de Receptores acoplados a proteínas G, que sirve como receptor en la ruta de señalización Wnt y otras rutas de señalización. Cuando se activa, Frizzled produce la activación de la proteína Dishevelled en el citosol. 

## Distribución en la biodiversidad
Las proteínas Frizzled y los genes que las codifican han sido identificados en un rango de animales que abarca desde las esponjas a los seres humanos. 

## Función
Las proteínas Frizzled también desempeñan papeles dirigiendo la polaridad celular, desarrollo embrionario y muchos otros procesos en organismos adultos y en desarrollo.  Las mutaciones del receptor humano frizzled-4 se han relacionado con la vitreoretinopatía exudativa familiar, una enfermedad rara que afecta a la retina en el fondo del ojo, y en el humor vítreo, el fluido claro de la parte anterior del interior ocular. 
El locus frizzled (fz) de Drosophila melanogaster coordina el citoesqueleto de las células epidérmicas, produciendo un ordenamiento paralelo de los pelos y sedas cuticulares. En los mutantes fz la orientación de los pelos individuales está alterada con respecto tanto a sus vecinos como al organismo en su conjunto. En el ala del tipo salvaje, todos los pelos apuntan en dirección al ápice distal.
En las alas en desarrollo, Fz tiene 2 funciones: se requiere para la transmisión proximal-distal de la señal de polarización celular, y se requiere para que las células respondan a esta señal. Fz produce un ARNm que codifica una proteína integral de membrana con 7 dominios de transmembrana putativos. Esta proteína debería contener tanto dominios extracelulares como citoplasmáticos, que pueden funcionar en la transmisión e interpretación de la información de polaridad. Esta "firma" se encuentra habitualmente "corriente abajo" del dominio Fz.

## Miembros del grupo
La siguiente es una lista de los diez receptores Frizzled humanos conocidos: 

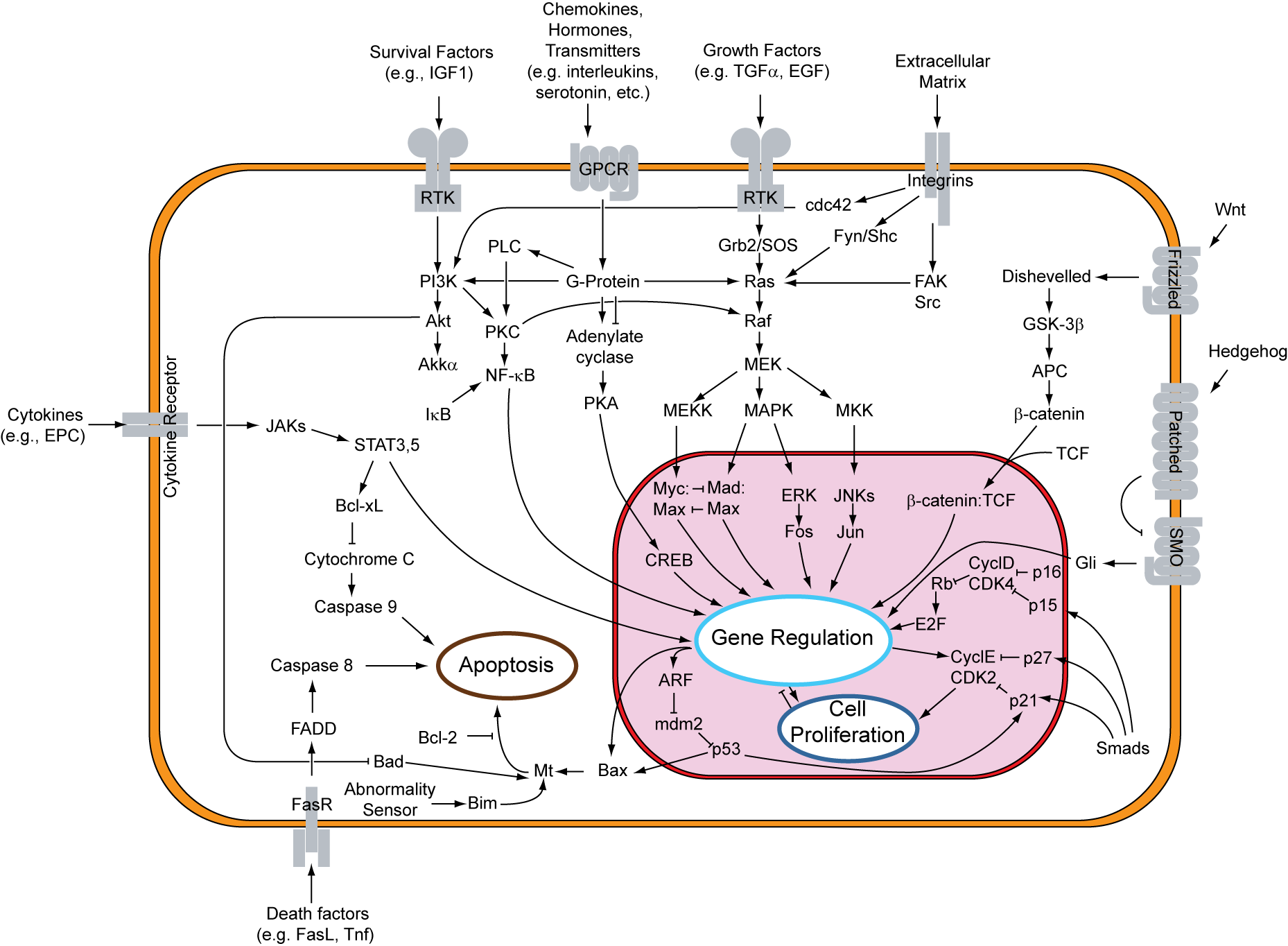
Perspectiva global de las rutas de transducción de señal implicadas en la apoptosis.

- FZD1
- FZD2
- FZD3
- FZD4
- FZD5
- FZD6
- FZD7
- FZD8
- FZD9
- FZD10